# Joop Veldheer
Johan Marinus (Joop) Veldheer (Haarlem, 30 december 1892 – ?, 1987) was een Nederlands beeldhouwer.

## Leven en werk
Veldheer was een zoon van beeldhouwer Gerrit Veldheer en Elisabeth Maria van den Heuvel. Hij leerde de beginselen van het vak van zijn vader en volgde de avondcursus aan de Haarlemse Kunstnijverheidsschool bij Louis Oger en Louis Vreugde. Van 1915 tot 1916 was hij leerling van Jan Bronner aan de Rijksakademie van beeldende kunsten in Amsterdam. Hij maakte onder meer kleine plastieken, monumenten en reliëfs voor gebouwen.
Hij trouwde in 1921 met Betje Krijger. In 1958 verhuisde het gezin naar Barberton in Zuid-Afrika. Veldheer overleed in 1987.

## Werken (selectie)
- 1920 gevelsteen  Joh. Enschedé, Damhuisstraat, Haarlem
- 1926 beeldhouwwerk voor grafmonument van de familie Pont, Edam
- 1925-1927 beeldhouwwerk farmacologisch laboratorium, Utrecht
- 1929 drie gevelstenen firma Enschedé in Haarlem
- 1931 beeldhouwwerk aan eikenhouten trap, Keizersgracht 674, Amsterdam
- 1935 beeldhouwwerk voor het handelskantoor voor de firma William Koch & Co, Keizersgracht 314-316, Amsterdam[4]
- 1936 gevelsteen brandweer, Gedempte Oude Gracht 135, Haarlem
- 1936 reliëf Prins Bernhardbrug, Overveen
- 1937 reliëfs PTT-gebouw en Openbare Leeszaal (werelddelen Europa, Azië, Afrika, Australië en Amerika, de zeeën en de twaalf sterrenbeelden), Winterswijk
- 1938-1939 grafmonument mr. Johannes Enschedé (1879-1938), Haarlem
- 1940 grafmonument mr. Adriaan Justus Enschedé (1889-1940)
- 1944 grafmonument Meyer, Wormerveer
- 1950 gedenksteen ter nagedachtenis van gevallen drukkers, in het gebouw van het Koninklijk Verbond van Grafische Ondernemingen, Amsterdam
- 1952 Voor hen die vielen, oorlogsmonument in Wassenaar
- 1955 inscriptie[5] in het Monument op de Dam, Amsterdam, met een letterontwerp van Jan van Krimpen en een tekst van A. Roland Holst.

## Galerij

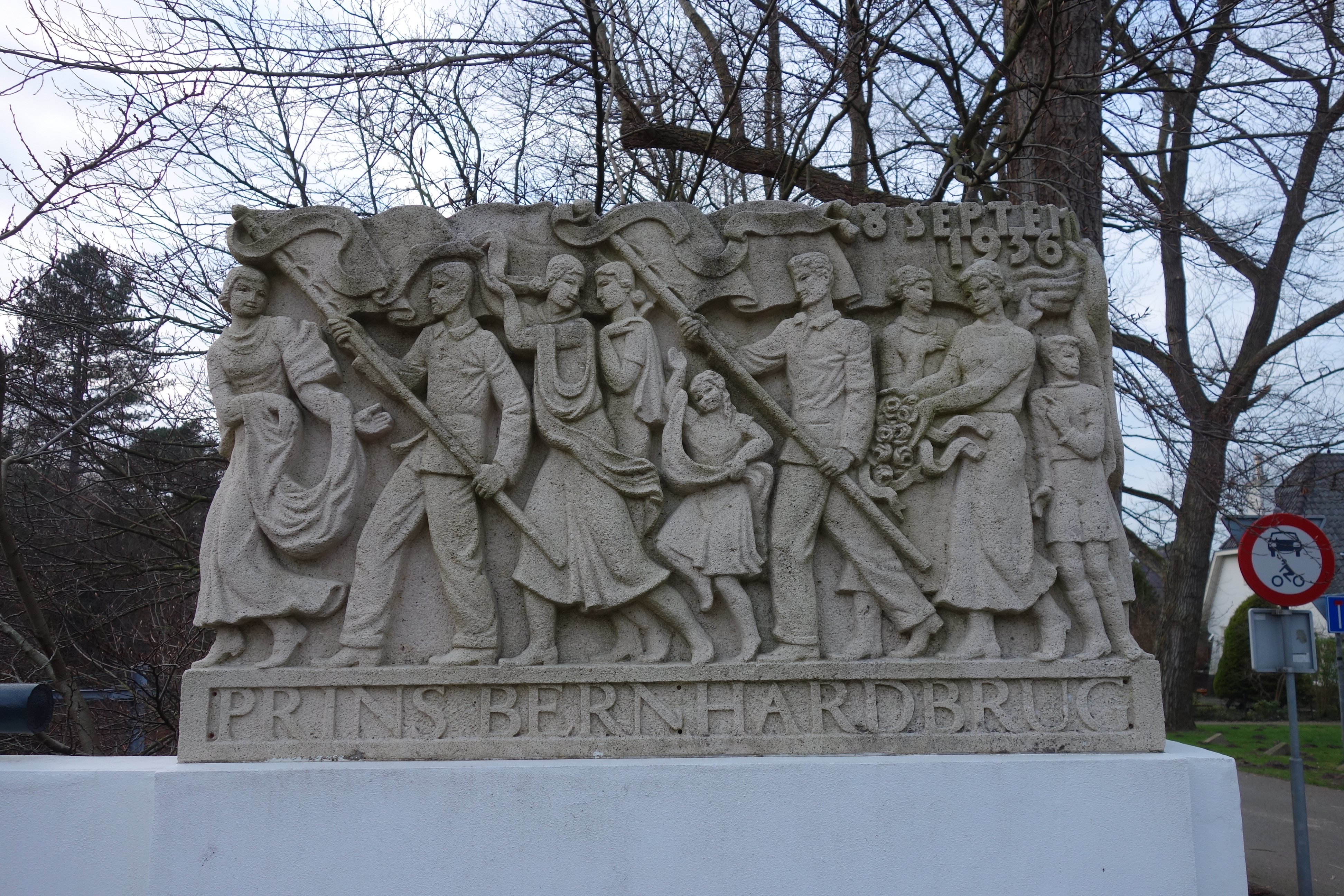
Reliëf Prins Bernhardbrug, Overveen (1936)
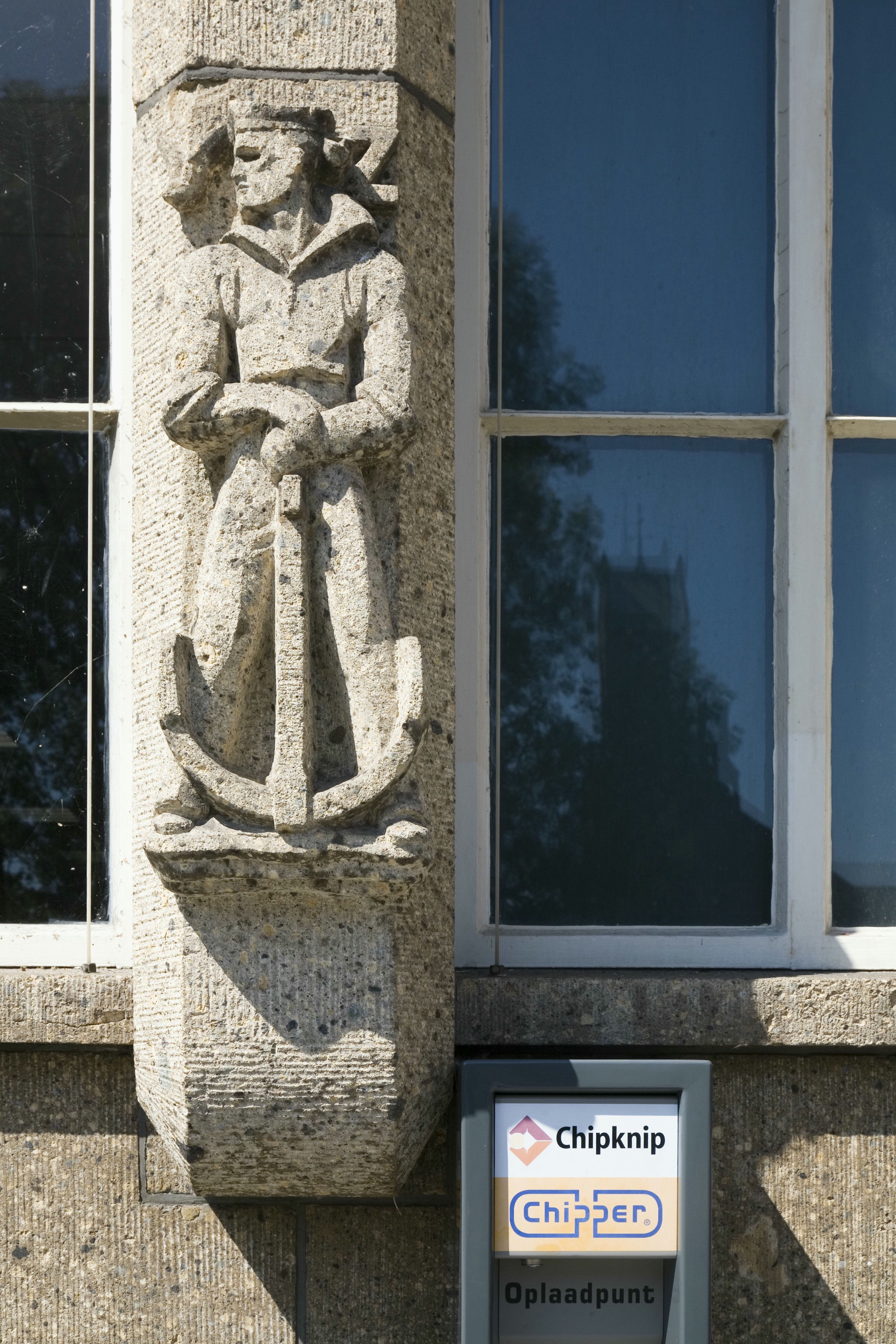
gevelbeeld postkantoor (1937)
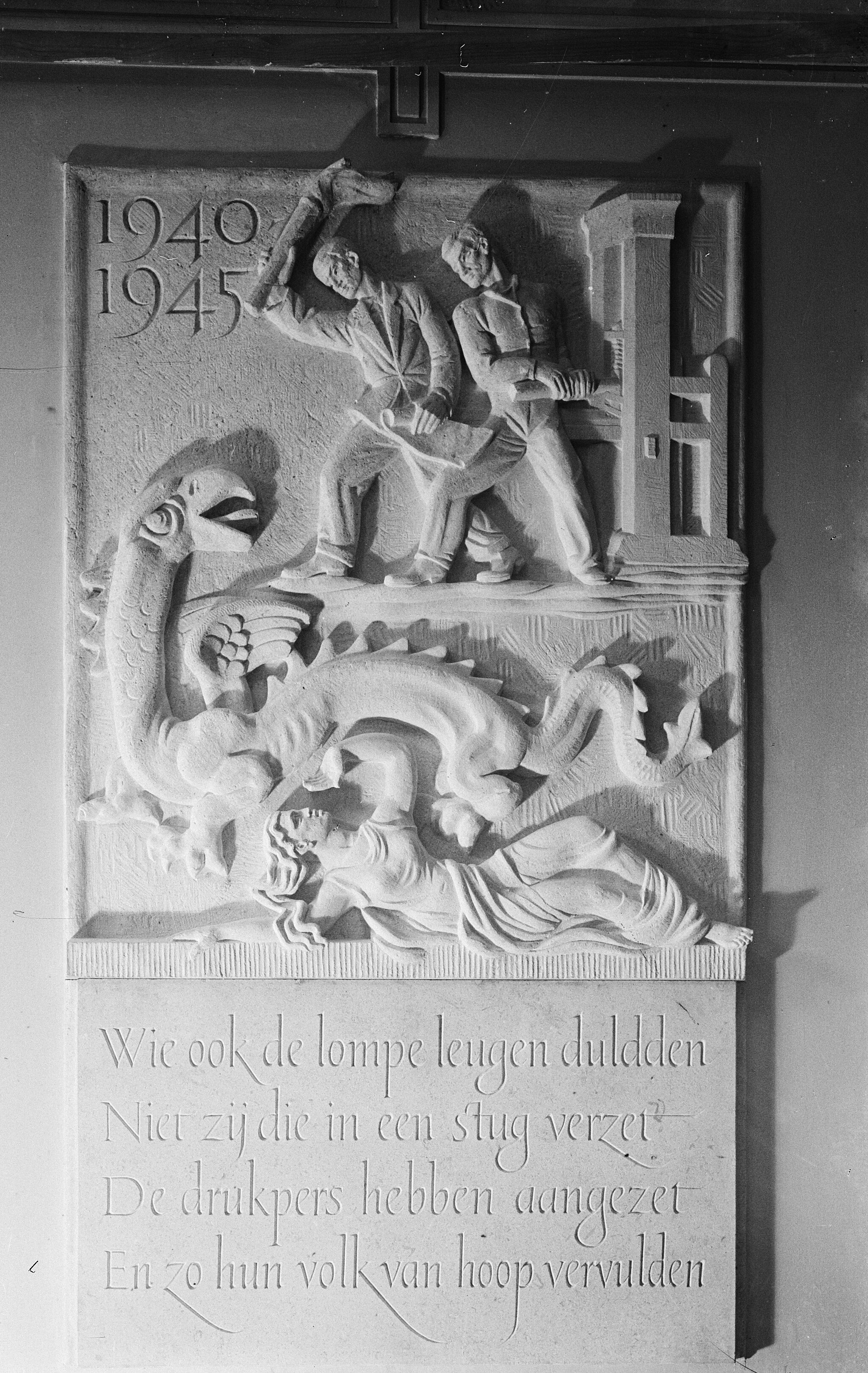
Gedenksteen ter nagedachtenis van gevallen drukkers (1950)
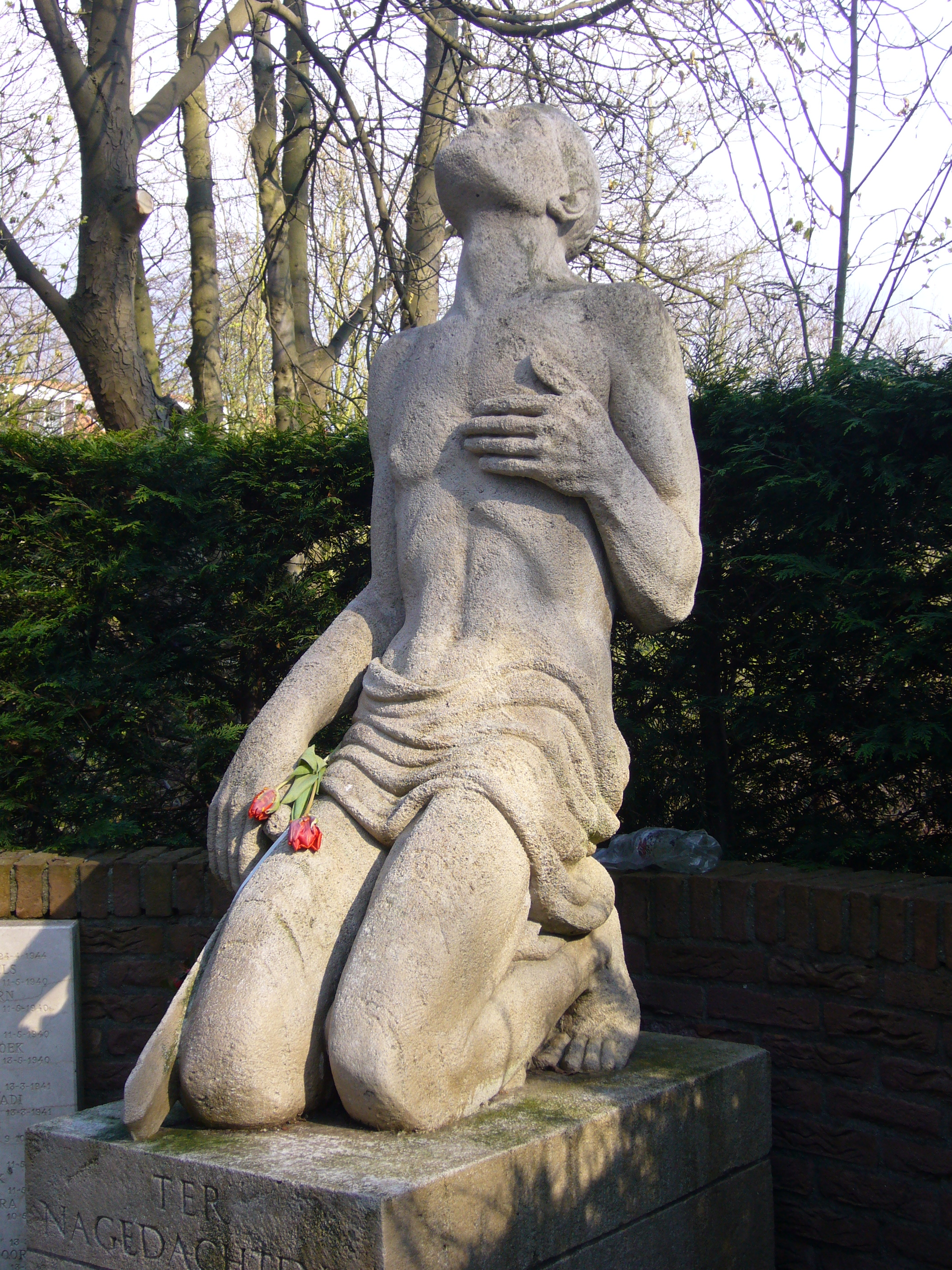
Voor hen die vielen (1952)

- Biografisch Portaal: 58395594
- RKD-Nederlands Instituut voor Kunstgeschiedenis: 79812